# Arthromelodes aniqiao
Arthromelodes aniqiao (лат.) — вид жуков-ощупников (Pselaphinae) из семейства стафилиниды. Эндемик Тибета.

## Распространение
Китай, Тибет, Тибетский автономный район, Nyingchi City, Mêdog County, A’niqiao, на высоте 1100 м.

## Описание
Мелкие коротконадкрылые жуки. Длина тела около 2,5 мм. Основная окраска красновато-коричневая. Основные отличия от близких видов: голова субокругленная в основании; темя с поперечной бороздой между усиковыми бугорками и длинным медиобазальным килем, вершинные ямки крупные и асетозные; антенна длинная, антенномеры каждый удлиненный, без изменений. Дискальная полоса надкрылий доходит до вершины 2/5 длины надкрылий. Передние и задние ноги простые, мезотрохантер с маленькой трихомой на вентральном крае, средние голени с маленькой вершинной шпорой. Брюшко с крупным тергитом 1 (IV), который длиннее тергитов 2—4 (V—VII) вместе взятых; тергит 1 (IV) с поперечной центральной полостью и вдавленными латеральными областями. Эдеагус сильно асимметричен, вентральный стебелек выступает апикально, вершина в дорсальном виде усечена, дорсальная доля сильно изогнута на вершине, парамеры редуцированы и образуют единую полусклеротизованную структуру.

## Систематика и этимология
Вид был впервые описан в 2022 году китайским энтомологом Zi-Wei Yin (Shanghai Normal University, Шанхай, Китай). Таксон Arthromelodes aniqiao морфологически сходен с Arthromelodes angulatus по сходному строению брюшных модификаций самца и эдеагуса. Различить эти два вида можно, прежде всего, по отсутствию отчетливых боковых расширений брюшка и относительно более короткому вентральному стеблю эдеагуса у A. aniqiao. Arthromelodes aniqiao также похож на Arthromelodes lage, но отличается от него стройными передними голенями самцов и гораздо более коротким и менее выступающим вентральным стебельком эдеагуса.
Видовое название «aniqiao» дано по месту обитания вида - Аньцяо (Aniqiao).